# Драган Хайдукович
Драґан Хайдукович (чорн. Драган С. Хајдукович) (11 червня 1949 року, Цетинє) — професор фізики, астрофізик і фізик  Чорногорії. Займається політикою, багаторічний кандидат у президенти країни.

## Біографія
Драґан Славков Хайдукович народився 11 червня 1949 року у Цетинє, історичній та культурній столиці Чорногорії.

## Наукові дослідження
Драган Хайдукович — професор фізики. Він працює в лабораторії CERN (Швейцарія). У недавньому дослідженні, опублікованому у виданні Astrophysics and Space Science, описав механізм, здатний перетворювати матерію в антиматерію (і навпаки), результатом якого є циклічна Всесвіт з послідовним переважанням в ній матерії і антиматерії. Відповідно до цього сценарію, коли Всесвіт з переважаючою в ній матерією колапсує, з'являється Всесвіт з антиматерією, і цей цикл постійно повторюється.

## Політична кар'єра
Драґан Славков Хайдукович був кандидатом у президенти Чорногорії чотири рази, спочатку на президентських виборах у Чорногорії у 1997 році. Потім на президентських виборах у Чорногорії 2002 року. У лютому 2003 року відбулись вибори президента Чорногорії, але вибори були визнані недійсними через низьку явку. В травні 2003 року Коли Драґан завоював третє місце з 4,4 % голосами. Він оголосив, що знову буде балотуватися у президенти у 2008 році та у 2018 році. Обидва рази він не встиг зібрати достатньо підписів, щоб стати офіційним кандидатом.